# تنصيب عبد الفتاح السيسي الأول
كان التنصيب الأول لعبد الفتاح السيسي الرئيس السادس لجمهورية مصر العربية في 8 يونيو 2014، وبدأت الفترة تلقائيا منذ إعلان فوزه في 3 يونيو 2014 وفق المادة 231 من الدستور المصري، كان التنصيب بداية لأربع سنوات لعبد الفتاح السيسي كرئيس لمصر. وحسب ما ورد يعتقد بأن التنصيب قد حضره 1200 شخص تقريبا.

## الخلفية

### نتيجة الانتخابات الرئاسية
أعلنت اللجنة الوطنية للانتخابات برئاسة المستشار أنور العاصي النائب الأول لرئيس المحكمة الدستورية العليا في 3 يونيو 2014 في مؤتمر صحفي، فوز المرشح الرئاسي عبد الفتاح السيسي بالانتخابات الرئاسية بغالبية الأصوات بنسبة (96.9%) وبمشاركة بلغت 47.45 في المائة من إجمالي الناخبين، وتم اخطار السيسي بفوزه بمنصب رئيس الجمهورية.

### خطاب الرئيس المؤقت الأخير
في يوم الأربعاء، الموافق 4 يونيو 2014، وبعد الإعلان رسميًا عن انتخاب المشير عبد الفتاح السيسي رئيسًا للجمهورية، وقبل أداء السيسي اليمين الدستورية، توجه المستشار عدلي منصور إلى الشعب المصري بخطاب بمناسبة اختتام ولايته المؤقتة، وأوصى الرئيس في كلمته المصريين بمصر خيرًا، وأوصاهم بالتحلي بخُلق الرحمة، قائلًا: «استوصوا بمصر خيرًا، وارحموا بعضكم بعضًا»، وتساقطت دموع الرئيس مضيفًا: «إن الله لا يغير ما بقوم حتي يغيروا ما بأنفسهم».
وبكى عند ذكر أُسر شهداء القوات المسلحة والشرطة؛ مؤكدًا إن تكريمهم هي من أصعب لحظات حياته خلال توليه الرئاسة. وطالب جميع مؤسسات الدولة أن ترعى أسر الشهداء وتقدم لهم كل الدعم والعون على ما قدموه من تضحيات لصالح الوطن.
كما وجه الشكر لرؤساء الوزارات الذين عملوا معه طوال فترة ولايته، وطالب بمواجهة حالة الانفلات الأخلاقي عبر خطاب ديني متسامح ومتجدد، وطالب بتصفية النفوس وغسل القلوب بالمحبة للوطن وللبعض، وأوصى بأن يكون القوي رفيقا بالضعيف.
كما قال منصور: «أثق أن الغد يحمل للوطن غدًا أفضل، وأنتظر عودة لهويتنا المصرية، وقيمنا الرفيعة، اللهم ألف بين قلوبنا وأصلح ذات بيننا واهدنا سبل السلام واحفظ لنا مصرنا».

## التحضير

### آداء اليمين الدستورية(المحكمة الدستورية العليا)

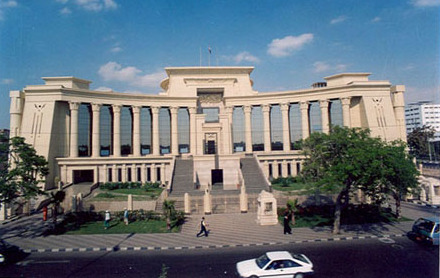
المحكمة الدستورية العليا بمصر

بعد إعلان نتيجة الانتخابات، تقرر حلف السيسي لليمين الدستورية واجراء حفل التنصيب في 8 يونيو 2014، وصرح وزير الداخلية المصري عن إجراءات أمنية مشددة قي قطاع أمن القاهرة والحماية المدنية والأمن العام، وأضاف أن المحكمة الدستورية العليا مؤمنة تماما بالإضافة إلى خطوط السير التي ستكون تحت السيطرة الأمنية الكاملة بالإضافة إلى خطوط السير والمسطح المائى لنهر النيل المواجه للمحكمة الدستورية وخط سير الموكب الرئاسي، كما تم غلق الطرق المؤدية لكل من المحكمة الدستورية العليا بضاحية المعادي وقصر القبة وقصر الاتحادية الرئاسيين بشرق القاهرة.
تقرر حضور مراسم حلف اليمين الدستورية بالمحكمة الدستورية العليا لـ108 أشخاص فقط وفق سعة قاعة الاحتفالات بالمحكمة وهم: المستشار عدلي منصور بوصفه رئيس الجمهورية المؤقت، وإبراهيم محلب رئيس مجلس الوزراء وأعضاء الحكومة بكامل تشكيلها، وأحمد الطيب شيخ الأزهر وتواضروس الثاني بابا الكنيسة القبطية الأرثوذكسية، ونبيل العربي أمين عام جامعة الدول العربية وعمرو موسى رئيس لجنة الخمسين لتعديل الدستور، رؤساء المحكمة الدستورية العليا السابقين، ورؤساء الهيئات القضائية، وكافة المستشارين أعضاء المحكمة الدستورية العليا وهيئة المفوضين بها، بالإضافة لأسرة عبد الفتاح السيسي.
أكد المتحدث الرسمي للمحكمة الدستورية أن السيسي رفض طلب الأجهزة الأمنية بعدم أداء اليمين الدستورية بمقر المحكمة الدستورية العليا بمنطقة المعادي، وأداءه بأحد القصور الرئاسية لدواع أمنية، وأن السيسي طلب أن يتم أداء اليمين الدستورية بمقر المحكمة، وأن قوات الحرس الجمهوري ستتسلم مقر المحكمة بشكل كامل.

### حفل التنصيب(قصر القبة)

البوابة الرئيسية لقصر القبة الرئاسي

تم الإعلان عن إقامة حفل لتنصيب الرئيس عبد الفتاح السيسي في قصر القبة شرق القاهرة بحضور ما يقرب من 1200 شخص من رموز وقيادات مصرية ودولية، وقبل الحفل تم الاستعانة بخبراء زراعيين لتأهيل حديقة قصر القبة النباتية، لنقل مخلفات تقليم الأشجار والنباتات بالقصر لتجميله ورفع قدرات النافورة داخل الحديقة لاستقبال الضيوف في حفل التنصيب الرئاسي.

## الحضور

### مدعوون دوليون
- القادة: ملك البحرين، ملك الأردن، أمير الكويت، رئيس دولة فلسطين، رئيس الصومال، رئيس جمهورية غينيا الاِستوائية، رئيس تشاد، رئيس اريتريا، رئيس مالي، ورئيس قبرص.[4]
- نواب القادة: ولي عهد السعودية، ولي عهد أبو ظبي، مبعوث سلطان عُمان الشخصي، نواب رؤساء جمهوريات العراق، وجزر القمر، والسودان وجنوب السودان ونائب أول رئيس المؤتمر الوطني العام الليبي.
- رؤساء البرلمانات: رئيس الجمعية الاتحادية الروسية، رئيس مجلس النواب في الغابون، رئيس مجلس النواب اللبناني، ورئيس المجلس الشعبي الوطني بالجزائر.
- رؤساء الوزراء: رئيس وزراء سوازيلاند ورئيس وزراء ليبيريا.
- وزراء الخارجية: وزير خارجية اليونان وزراء خارجية السنغال وإثيوبيا ونيجيريا ومدغشقر وغينيا بيساو وأنغولا وبوروندي وغامبيا وتنزانيا وأوغندا والكونغو الديمقراطية وبنين ودولة الإمارات العربية المتحدة، وسلطنة عُمان، وموريتانيا، وتونس، والمملكة المغربية.
- وزراء: وزير الشئون الإسلامية والأوقاف بجمهورية جيبوتي، ووزير شئون رئاسة الجمهورية الجنوب إفريقي، ووزير الزراعة التوجولي ممثلا عن رئيس الجمهورية ووزير الصناعة والتكنولوجيا المعلوماتية الصيني[4]
- نواب وزراء: نائب وزير خارجية إيران لشؤون الشرق الأوسط، ومستشار وزير الخارجية الأمريكي ممثلاً عن رئيس الولايات المتحدة الأمريكية.[4]
- ممثلو المنظمات الدولية: أمين عام منظمة التعاون الإسلامي وأمين عام مجلس التعاون لدول الخليج العربية، ورئيس الاتحاد البرلماني الدولي، ووكيل أمين عام الأمم المتحدة ورئيس البرلمان الإفريقي، ومفوضة الشئون السياسية بالاتحاد الأفريقي، ممثلةً عن رئيسة مفوضية الاتحاد الإفريقي، والسكرتير العام لتجمع الكوميسا ومدير الشئون السياسية والإعلام والديوان باتحاد المغرب العربي.[4]

### مدعوون مصريون
- المشير محمد حسين طنطاوي - رئيس المجلس الأعلى للقوات المسلحة السابق (رئيس مصر السابق بصفته).
- جيهان السادات - زوجة الرئيس المصري محمد أنور السادات.
- عصام شرف - رئيس وزراء مصر الأسبق.
- حسب الله الكفراوي - وزير الإسكان المصري الأسبق
- أبناء الرئيس المصري جمال عبد الناصر: هدى عبد الناصر، عبد الحكيم عبد الناصر.
- فنانون: نادية لطفي، ميرفت أمين، محمود عبد العزيز، محمد صبحي، يسرا، عزت أبوعوف، إيناس عبد الدايم، أحمد السقا، غادة رجب، مصطفى كامل، إيهاب توفيق.[9]

## حلف اليمين الدستورية
وصل قضاة المحكمة الدستورية العليا إلى مقر مراسم آداء اليمين الدستورية في الساعة 09:00 تقريبا، وفي الساعة 10:15 تقريبا وصل الرئيس المؤقت عدلي منصور إلى مقر المحكمة، وفي الساعة 10:21، وصل عبد الفتاح السيسي بمروحية عسكرية وسط اجراءات أمنية مشددة، بدات المراسم رسميا في الساعة 10:30 صباحا بتوقيت القاهرة، ظهر السيسي جالسا بجانب عدلي منصور رئيس مصر المؤقت مع أعضاء المحكمة (نواب رئيس المحكمة) الـ13 الجالسين بجانب السيسي في صف عامودي وهم (حسب ترتيب أقدميتهم) المستشارون: عبد الوهاب عبد الرازق، حنفي جبالي، محمد الشناوي، ماهر سامي، السيد حشيش، محمد خيري طه، سعيد مرعي، عادل عمر شريف، رجب عبد الحكيم سليم، حمدان فهمي، وبولس فهمي، ومحمود غنيم رئيس هيئة مفوضي المحكمة.
بدأت الجلسة بكلمة المستشار ماهر سامي نائب رئيس المحكمة الدستورية العليا، والمتحدث الرسمى لها والمستشار أنور العاصى النائب الأول لرئيس المحكمة الدستورية العليا، ثم أدّى السيسي اليمين الدستورية واقفا ووقف أمامه أعضاء الجمعية العامة للمحكمة وجاء نص اليمين:
«"أقسم بالله العظيم أن أحافظ مخلصاً على النظام الجمهورى، وأن أحترم الدستور والقانون، وأن أرعى مصالح الشعب رعاية كاملة، وأن أحافظ على استقلال الوطن ووحدة وسلامة أراضيه".»

## تسليم السلطة

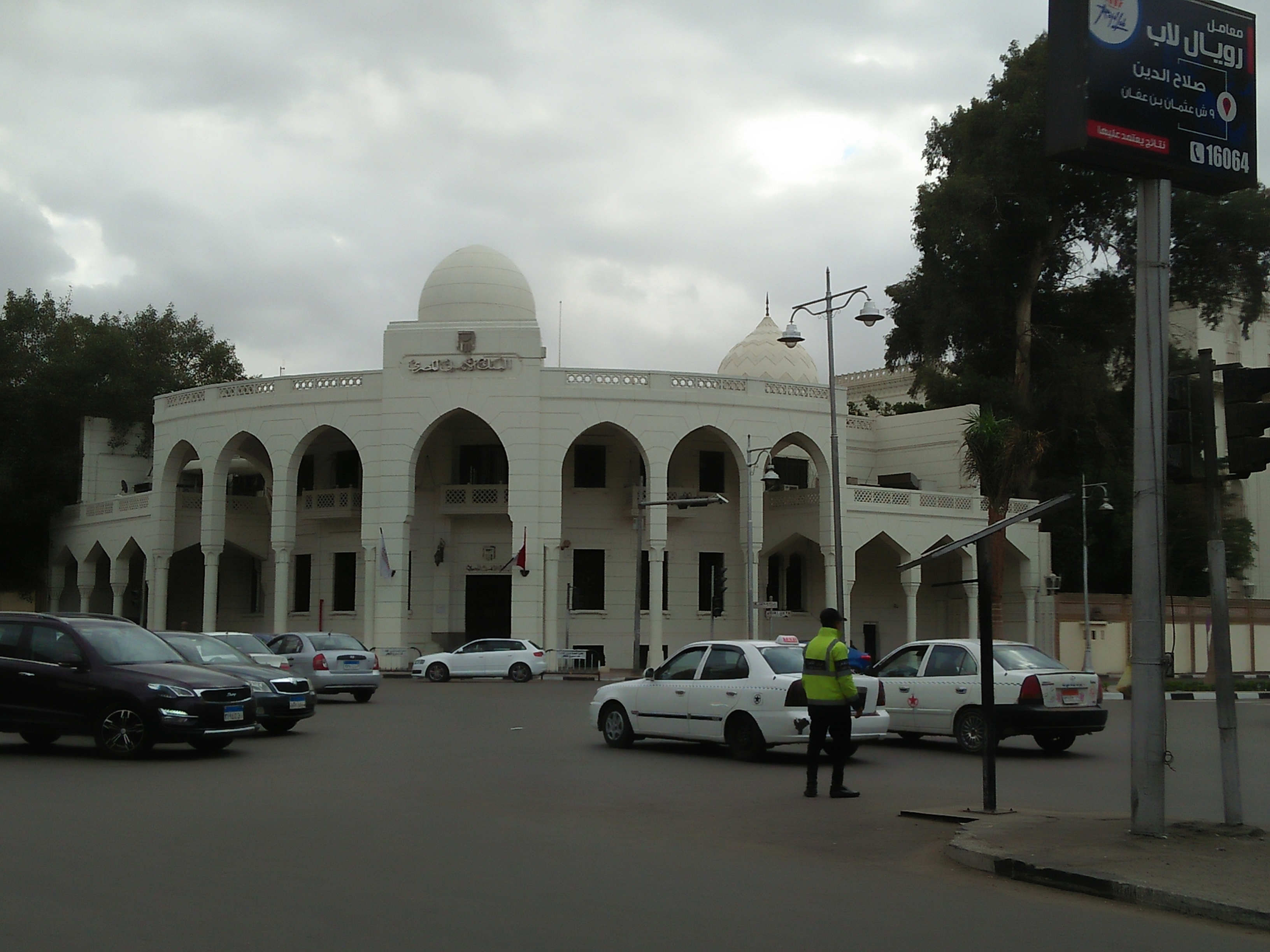
إحدى بوابات قصر الاتحادية

توجه الرئيس المنتخب عبد الفتاح السيسي إلى قصر الاتحادية في ضاحية مصر الجديدة، مقر الحكم الرسمي، ومع وصوله أطلقت مدفعية السلام من قوات الحرس الجمهوري 21 طلقة، وأدي حرس الشرف التحية، ثم تم عزف السلام الوطني، ثم تفقد الرئيس عبد الفتاح السيسي حرس الشرف، واستقبله الرئيس المنتهية ولايته عدلي منصور لدى سلم القصر لتحيته. بعد ذلك استقبل السيسي ملوك ورؤساء الدول والحكومات والبرلمانات ورؤساء الوفود المشاركين في مراسم تسليم السلطة.

بعد الاستقبالات، توجه رئيس الجمهورية المنتخب والرئيس المنتهية ولايته عقب ذلك إلى قاعة الاحتفال ليلقي الرئيس المنتهية رئاسته المستشار عدلي منصور كلمة، أعقبتها كلمة للرئيس المنتخب عبد الفتاح السيسي، ثم قام الرئيسان بالتوقيع على وثيقة تسليم السلطة التي عُدَّت الأولى من نوعها في التاريخ السياسي المصري التي يوقع فيها رئيسان مصريان لوثيقة تسلم وتسليم السلطة التي جاء نصها:
«"باسم الشعب صاحب السيادة ومصدر السلطات ومفجر الثورة ثورة 25 يناير للعام 2011 وما حملته من طموحات وآمال وتطلعات وثورة ال30 من يونيو للعام 2013 المكملة التي صوبت المسار واستعادت الوطن، وتنفيذا للاستحقاق الثاني لخارطة مستقبل الشعب المصري، وبناء على قرار اللجنة العليا للانتخابات الرئاسية رقم 36 لعام 2014 باعلان فوز السيد عبد الفتاح خليل سعيد السيسي في الانتخابات الرئاسية التي عقدت خارج البلاد خلال الفترة من 15 إلى 19 من شهر مايو العام 2014 وداخل البلاد خلال الفترة من 26 إلى 28 من شهر مايو من العام 2014، وعقب آداء سيادته اليمين الدستورية امام الجمعية العامة للمحكمة الدستورية العليا، تسلم السيد عبد الفتاح السيسي مقاليد السلطة في البلاد من المستشار عدلي منصور رئيس الجمهورية المؤقت." حررت هذه الوثيقة في العاشر من شعبان 1435 من الهجرة الموافق الثامن من يونيو العام 2014»
عقب ذلك أقيمت مأدبة غداء تكريماً لملوك ورؤساء الدول والحكومات والبرلمانات ورؤساء الوفود لحضور مراسم التنصيب الرئاسية.

## حفل التنصيب
- بدأ حفل تنصيب عبد الفتاح السيسي رئيسا لجمهورية مصر العربية، بدخول رئيس مصر عبد الفتاح السيسي والرئيس المنتهية ولايته المؤقتة عدلي منصور جنبا إلى جنب موجهين التحية لجمهور الحفل.[9]
- عزف السلام الجمهوري لجمهورية مصر العربية.
- تلا القارئ المصري أحمد نعينع آيات من القرآن مفتتحًا الحفل بآيات من سورة الفتح.[9]
- وجه الرئيس المنتهية ولايته المؤقتة عدلي منصور خطابه للأمة. الذي أثنى فيه على ثورتي الشعب وتمنى فيه التوفيق للقيادة الجديدة.[9]
- وجه الرئيس المنتخب عبد الفتاح السيسي خطابه الأول للأمة، والذي بدأه بطلب الوقوف من الحاضرين تحية للشهداء، ثم وجه التحية للشعب المصري، ثم للمستشار عدلي منصور على قبوله المنصب وانتهاء ولايته المؤقتة بنجاح، ثم تحدث عن ثورة الشعب في 30 يونيو وبيان 3 يوليو، العلاقة بين الدولة والشعب، دور القوات المسلحة في حماية مصر، والخطة المتوقعة المبدئية للمشروعات القومية وتطوير قطاعات التعليم والزراعة والصناعة، حقوق الفقراء ومحدودي الدخل، أهمية تجديد الخطاب الديني ودور الأزهر والكنيسة المصرية في ذلك، الحريات وتطبيق القانون، دور المرأة المصرية مع تقديم التحية لها، موقف مصر من سد النهضة والعلاقات الخارجية خاصة في الشرق الأوسط وإفريقيا.[9]
- أصدر السيسي القرار الجمهوري رقم (1) لعام 2014 الذي يقضي بمنح عدلي منصور قلادة النيل العظمى أرفع وسام في مصر.[9][16]
- عزف السلام الجهوري ونهاية الحفل.